# Возьми меня штурмом
Возьми меня штурмом (фр. Raid dingue) — франко-бельгийская криминальная комедия 2017 года. Режиссёр и исполнитель главной роли — Дани Бун.

## Сюжет
Привлекательная, но неуклюжая и рассеянная девушка-полицейский Жоанна Паскуали́ мечтает поступить в элитное антитеррористическое спецподразделение полиции RAID, хотя уже дважды проваливала экзамены. Её жених Эдуар опасается такого страстного стремления к неженской профессии: благодаря интенсивным тренировкам Жоанна по объёму мышц скоро превзойдёт его самого. И когда свадьба вот-вот должна состояться, невесте приходит письмо, что её все-таки зачислили в RAID — не без помощи её отца, министра внутренних дел.
Оказавшись среди профессиональных бойцов, Жоанна покоряет их энтузиазмом и бесстрашием. Впрочем, беря на себя инициативу в сложных задачах, девушка чаще запутывает ситуацию ещё больше, нежели помогает её разрешить, хотя потом всегда находит выход. Постепенно Жоанну признают в отряде своей. Только заместитель командира подразделения, опытнейший спецназовец Эжен Фруассар не доверяет её способностям. Пережив измену жены, он разочаровался в женщинах и считает, что слабый пол и любое серьёзное мужское дело, тем более такое как спецназ, абсолютно несовместимы.
В конце концов именно Жоанне удается избавить Эжена от прозвища «Неудача», и он убеждается, что от ненависти до привязанности не такое уж и большое расстояние.

## В ролях
| Актёр             | Роль                                            |
| ----------------- | ----------------------------------------------- |
| Алис Поль         | Жоанна Паскуали                                 |
| Дани Бун          | Эжен Фруассар                                   |
| Патрик Милле      | Эдуард Дюбарри жених Жоанны                     |
| Мишель Блан       | министр внутренних дел Жак Паскуали отец Жоанны |
| Иван Атталь       | главарь банды «Леопарды» Виктор                 |
| Франсуа Леванталь | командир отряда RAID Патрик Легран              |
| Урбан Канселье    | президент Франции                               |

## Награды
На 43-й церемонии вручения наград премии «Сезар» за заслуги в области французского кинематографа за 2017 год фильм получил Приз зрительских симпатий (César du Public).